# جمیلیه، ادلب
جمیلیه (به عربی: الجمیلیة) یک روستا در سوریه است که در ناحیه درکوش واقع شده‌است. جمیلیه ۶۱۲ نفر جمعیت دارد.